# Фильчаков, Павел Феодосиевич
Па́вел Феодо́сиевич Фильчако́в (24 сентября 1916, Петроград — 17 августа 1978, Киев) — советский математик. Член-корреспондент АН УССР (с 1964).

## Биография
В 1940 году окончил Киевский университет.
Работал в Институте математики АН УССР (с 1960 года — руководитель отдела).
Основные работы относятся к теории приближения конформных отображений, теории фильтрации и методов вычисления.
Лауреат Государственной премии Украинской ССР в области науки и техники (1970).